# McConnells
McConnells est une ville située dans le comté de York, dans l’État de Caroline du Sud, aux États-Unis. Lors du recensement de 2020, elle comptait 280 habitants.